# The Manchester Murals

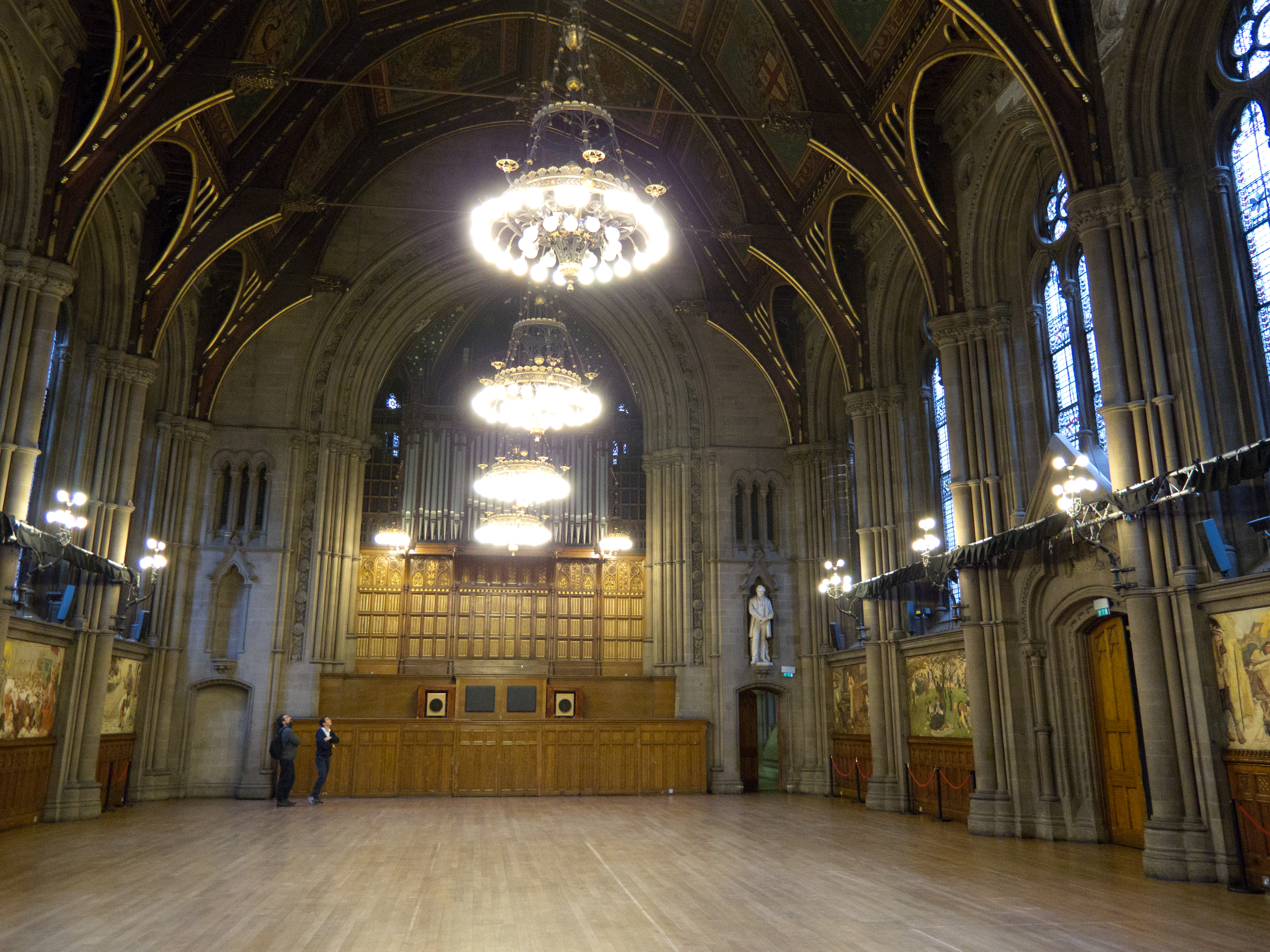
The Great Hall van Manchester Town Hall, met onder de ramen de muurschilderingen

The Manchester Murals zijn een serie van twaalf muurschilderingen van Ford Madox Brown in de Grote Hal van het stadhuis van Manchester in Noord-Engeland. Het zijn historiestukken die werden aangebracht tussen 1879 en 1893. 

## Locatie
De muurschilderingen maken deel uit van de decoratie van de Great Hall, de centrale ruimte ontworpen door Alfred Waterhouse. Elke lange zijde telt zes muurschilderingen. Ze zijn chronologisch geordend en beginnen links naast de hoofdingang. Dit schema was eerder gebruikt door William Bell Scott voor Wallington Hall.

## Techniek
Alle behalve de laatste vier muurschilderingen werden rechtstreeks op de muur geschilderd. Het zijn geen fresco's in technische zin: Brown gebruikte het Gambier Parry-proces, dat met behulp van "spirit" een slijtvaster resultaat gaf. De laatste vier exemplaren zijn op doek geschilderd, omdat Brown te zwak was om nog in de hal te werken en naar Londen was teruggekeerd.

## Victoriaanse idealen en satire
De gekozen onderwerpen weerspiegelen de victoriaanse idealen waardoor de geschiedenis van Manchester werd bekeken. Het christendom, de handel en de textielindustrie werden verheerlijkt. Recente commentatoren hebben kritische noten en hogarthiaanse satire geïdentificeerd. Op het Romeinse tafereel wordt de generaal afgeleid door zijn vrouw, die een blonde pruik draagt. Hun zoon – een Caligula in wording – schopt een Afrikaanse dienaar. Het schilderij dat de industriële technologie lijkt te vieren, toont de grote uitvinder Kay die vlucht in blinde paniek. In plaats van te culmineren in de moderne stad, eindigt de reeks met een rustieke scène in een klein dorp. Dit kan te maken hebben met Browns interesse in het anarchisme en het utopische socialisme van William Morris. Brown had weliswaar ook meer moderne onderwerpen voorgesteld, over het Peterloo-bloedbad in 1819 en het einde van de katoenhongersnood van Lancashire in 1865, maar de gemeenteraad had deze niet weerhouden wegens te controversieel.

## Voorstellingen
| Afbeelding | Beschrijving |
| ---------- | --- |
|            | De Romeinen bouwen een fort in Mancenion Tot slaaf gemaakte Britten bouwen op bevel van een Romeinse generaal een fort, nu bekend als Mamucium, lag in Castlefield bij het centrum van Manchester. |
|            | De doop van Edwin Koning Edwin van Northumbria, die ook heerste over Deira en dus over Manchester, laat zich dopen in York. Zijn christelijke vrouw Ethelburga en zijn familie kijken toe. |
|            | De verdrijving van de Denen uit Manchester De Denen trekken zich terug uit Manchester. Soldaten dragen hun generaal op een brancard. |
|            | De vestiging van Vlaamse wevers in Manchester in 1363 Koningin Filippa van Henegouwen begroet de Vlaamse wevers die zich in Manchester komen vestigen, gebruikmakend van de uitnodiging door koning Edward III in 1337. |
|            | Het proces tegen Wycliffe in 1377 De kerkhervormer John Wycliffe staat terecht en wordt verdedigd door Jan van Gent. De klerk Geoffrey Chaucer tekent het gebeuren op. |
|            | De proclamatie betreffende maten en gewichten van 1556 In 1556 nam het hof van Manchester een edict aan dat alle inwoners van de stad verplichtte hun maten en gewichten te laten testen. |
|            | Crabtree observeert de Venusovergang van 1639 Op vraag van Jeremiah Horrocks bestudeerde de lakenhandelaar William Crabtree op 24 november 1639 de Venusovergang. Hij corrigeerde de foutieve berekeningen van Horrocks en observeerde de overgang op 4 december. |
|            | Chetham's levensdroom in 1640 De koopman-filantroop Humphrey Chetham stichtte bij testament een liefdadigheidsschool voor arme jongens. We zien hem in 1640 terwijl hij rechts het testament bestudeert dat in 1653 tot de oprichting van de school zou leiden (sinds 1969 genaamd Chetham's School of Music). |
|            | Bradshaws verdediging van Manchester in 1642 Tijdens de Engelse Burgeroorlog werd Manchester belegerd door royalistische troepen onder bevel van Lord Strange. We zien hoeJohn Rosworm de verdedigers aanvoert, hoewel dat in werkelijkheid door John Bradshaw gebeurde. Dit schilderij is het eerste dat werd uitgevoerd op doek en tegen de muur geplakt.                                                              |
|            | John Kay, uitvinder van de schietspoel in 1753 Wevers die voor hun baan vrezen breken binnen om een weefgetouw met de revolutionaire schietspoel van John Kay te vernielen. We zien hoe Kay in veiligheid wordt gesmokkeld. |
|            | De opening van het Bridgewaterkanaal in 1761 De derde hertog van Bridgewater werkte samen met de ingenieur James Brindley om het Bridgewater-kanaal aan te leggen, zodat Manchester vlotter kon worden bevoorraad met steenkool uit zijn mijnen in Worsley. Vanop een boot observeert de hertog de tewaterlating van de eerste kolenschuiten. Hij wordt vergezeld door Brindley en door de graaf en gravin van Stamford. |
|            | Dalton verzamelt moerasgas De wetenschapper John Dalton verzamelt moerasgas in het kader van zijn studies, die leidden tot de ontwikkeling van de atoomtheorie. |